# Valeriya Tyuleneva
Valeriya Yevgevnyevna Tyuleneva (en russe : Валерия Евгеньевна Тюленева), née le 27 septembre 1997 à Chtchoutchinsk, est une fondeuse kazakhe. 

## Biographie
La fondeuse fait ses débuts internationaux en fin d'année 2013 dans une manche de la Coupe d'Europe de l'Est.
En 2015, elle prend à son premier championnat du monde junior, qui prend lieu à Almaty au Kazakhstan. Lors de l'édition 2016, elle obtient son meilleur résultat individuel sur le cinq kilomètres avec une 21e place.
Elle fait ses débuts dans l'élite en 2017 aux Championnats du monde, à Lahti, où elle prend notamment la 47e place sur le skiathlon.
En décembre 2017, elle découvre la Coupe du monde lors de l'étape de Toblach (59e).
En 2018, après une participation aux Championnats du monde des moins de 23 ans, elle prend part aux Jeux olympiques à Pyeongchang, où elle finit 60e du sprint classique  47e du dix kilomètres libre, 32e du trente kilomètres classique et 20e du sprint par équipes. 
Pour entamer la saison 2018-2019, la Kazakhe intègre pour la première fois le top 30 en Coupe du monde avec une 28e place sur le dix kilomètres libre de Lillehammer, comptant pour le Nordic Opening. Ensuite, aux Championnats du monde des moins de 23 ans à Lahti, elle termine au cinquième rang sur le dix kilomètres libre. Elle confirme sa forme aux Championnats du monde à Seefeld, où elle finit notamment 30e du dix kilomètres classique et 23e du trente kilomètres libre.
En décembre 2019, elle améliore sa meilleure performance dans la Coupe du monde avec une seizième place au dix kilomètres à Davos. Sa première participation au Tour de ski, cet hiver, s'achève avec une 30e place finale.

## Palmarès

### Jeux olympiques d'hiver
| Épreuve / Édition   | Sprint                           | Sprint    | 10 km | 10 km                            | Skiathlon 2 × 7,5 km | 30 km | Relais | Relais   |
| Épreuve / Édition   | libre                            | classique | libre | classique                        | Skiathlon 2 × 7,5 km | 30 km | Sprint | 4 × 5 km |
| JO 2018 Pyeongchang | Épreuve inexistante à cette date | 60e       | 47e   | Épreuve inexistante à cette date | -                    | 32e   | 20e    | -        |

Légende :
- : pas d'épreuve
- — : Non disputée par Tyuleneva

### Championnats du monde
| Épreuve / Édition        | Sprint                           | Sprint                           | 10 km                            | 10 km                            | Skiathlon 2 × 7,5 km | 30 km | Relais | Relais   |
| Épreuve / Édition        | libre                            | classique                        | libre                            | classique                        | Skiathlon 2 × 7,5 km | 30 km | Sprint | 4 × 5 km |
| Mondiaux 2017 Lahti      | -                                | Épreuve inexistante à cette date | Épreuve inexistante à cette date | 61e                              | 47e                  | -     | -      | -        |
| Mondiaux 2019 Seefeld    | 70e                              | Épreuve inexistante à cette date | Épreuve inexistante à cette date | 30e                              | 37e                  | 23e   | -      | 15e      |
| Mondiaux 2021 Oberstdorf | Épreuve inexistante à cette date | -                                | 45e                              | Épreuve inexistante à cette date | 33e                  | 33e   | -      | 11e      |

Légende :
- : pas d'épreuve
- — : Non disputée par Tyuleneva

### Coupe du monde
- Meilleur classement général : 65e en 2020.
- Meilleur résultat individuel : 16e.

#### Classements en Coupe du monde
| Année     | Classement général final | Classement distance | Classement sprint |
| 2018-2019 | 107e                     | 79e                 |                   |
| 2019-2020 | 65e                      | 51e                 |                   |